# Коміджан
Коміджан (перс. كميجان, також романізоване як Komījān і Komeyjān; також відоме як Khūmajān, Komāzān, Komejān, Komīzān і Kūmīzān) — місто та столиця округу Коміджан, провінція Марказі, Іран. За даними перепису 2006 року, його населення становило 7358 осіб, що проживали у складі 2004 сімей.

## Район
- Гале: Район вважається найвищою точкою міста та міською структурою старого місця, яке називається містом Бам.
- Старий Гале: Район мікрорайону біля перехрестя Махдіє Нджарлар за 16 метрів від вулиці, яка є одним із районів Старого Коміджана. Це місце являє собою мечеть під назвою Мечеть Масджид Заман, стара мечеть, і Великий Парад Рах також вважається місцем місцевої п'ятничної молитви.
- Сараб
- Еса Абад
- Анар: Анар спочатку був відокремлений від Коміджана і розташовувався на його сході, але незабаром він був поступово з'єднаний з Коміджаном шляхом будівництва житлових і комерційних місць і став одним із великих районів Коміджана. В'їзд до міста Коміджан розташований з боку Арак цього району, який є одним із великих і відомих районів цього міста. (Університети Азад і Паяме Нур, лікарня, відділ доріг і транспорту, відділ соціального забезпечення та підземних вод розташовані в цьому районі.) Саме це село має три райони, які називаються Кала-е-Міандех-Кала-е-Бала, Кен-і-Ічех і Кала-е-Гол Ахмад. Його називають Анар (дуже яскравий), тому що він має багато джерел, таких як джерела Тік і Болаг і млини, а також старі і великі водяні акведуки або тому, що він має діючі зороастрійські храми вогню. Одними з найбільших племен є Анарі та Мохаммад Карім, що можна побачити в розсіяності населення в селах Расткордан і Казук, а також Рахан (Сакарджук, Дастджан і Занджіран, Кудзар і Агазіарт). Пагорб Чехргазі розташований у північній частині цього великого району. Сільськогосподарські угіддя та гарна погода роблять цей район місцем для відпочинку гостей, особливо в спекотне літо. Він має найбільше оброблених земель у місті за кількістю населення та має дуже родючий ґрунт, тому в минулому він вважався одним із найважливіших володінь родини Бахадорі (Джафар Хан Бахадорі, син Ібрагіма Хана Асема Аль-Салтана Бахадорі). Інші клани в цьому районі включають Анарі, Азімі, Кадівар, Мораді, Алізаде Бастан і Пезешкі. Родина Пезешкі є засновником сучасної медицини, а Манучехр Хан Пезешкі є одним із жителів цього великого старого села та засновником сучасної освіти в місті. Більшість людей працюють у сільському господарстві, а в останні роки молодь перейшла на державну роботу. Ця околиця була розширена вздовж дороги Коміджан-Арак з давніх часів.
- Гол Іче
- Алі Голі Баг
- Фархангіан
- Голестан
- Наджарлар
- Маскан Мехр
- Йохре Хасар
- Хасан Абад

## Географія
Коміджан розташований за 90 кілометрів (56 миля) на північний захід від столиці Марказі Ерак. Він має приблизну висоту 1 550 метрів (5 090 фут) над рівнем моря.

### Клімат
Коміджан має напівпосушливий клімат, який характеризується надзвичайно холодними зимами, коли мінімальна температура може опускатися до −25 °C (−13 °F). З іншого боку, літо в Коміджані відносно жарке з температурою, яка може досягати 36 °C (97 °F) градусів. Річна кількість опадів становить в середньому 250 міліметрів (9,8 дюйм).

## Сільське життя

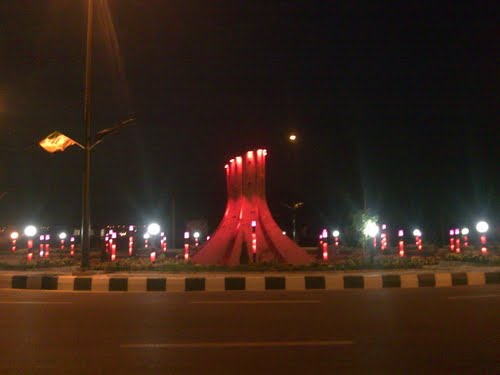
Міська площа

Хоча багато людей живе в Коміджані, їх кількість зменшується, оскільки багато хто залишає Коміджан, щоб поїхати жити в Тегеран або інші великі міста Ірану. Деякі з літніх курортів навколо Коміджана — Тераран (дарбанд), Вафс. Курорт Вафс — це туристичне місце навколо Коміджана. Туристи з сіл зазвичай відвідують їх влітку.

## Економіка
Коміджан виробляє велику кількість пшениці та бавовни. Він також добре відомий своїми гранатами та динями. Основним продуктом садівництва та землеробства в місті Коміджан є виноград і мигдаль. Промислове місто Коміджан, найбільше промислове місто в Ірані, розташоване в Коміджані.

## ВНЗ

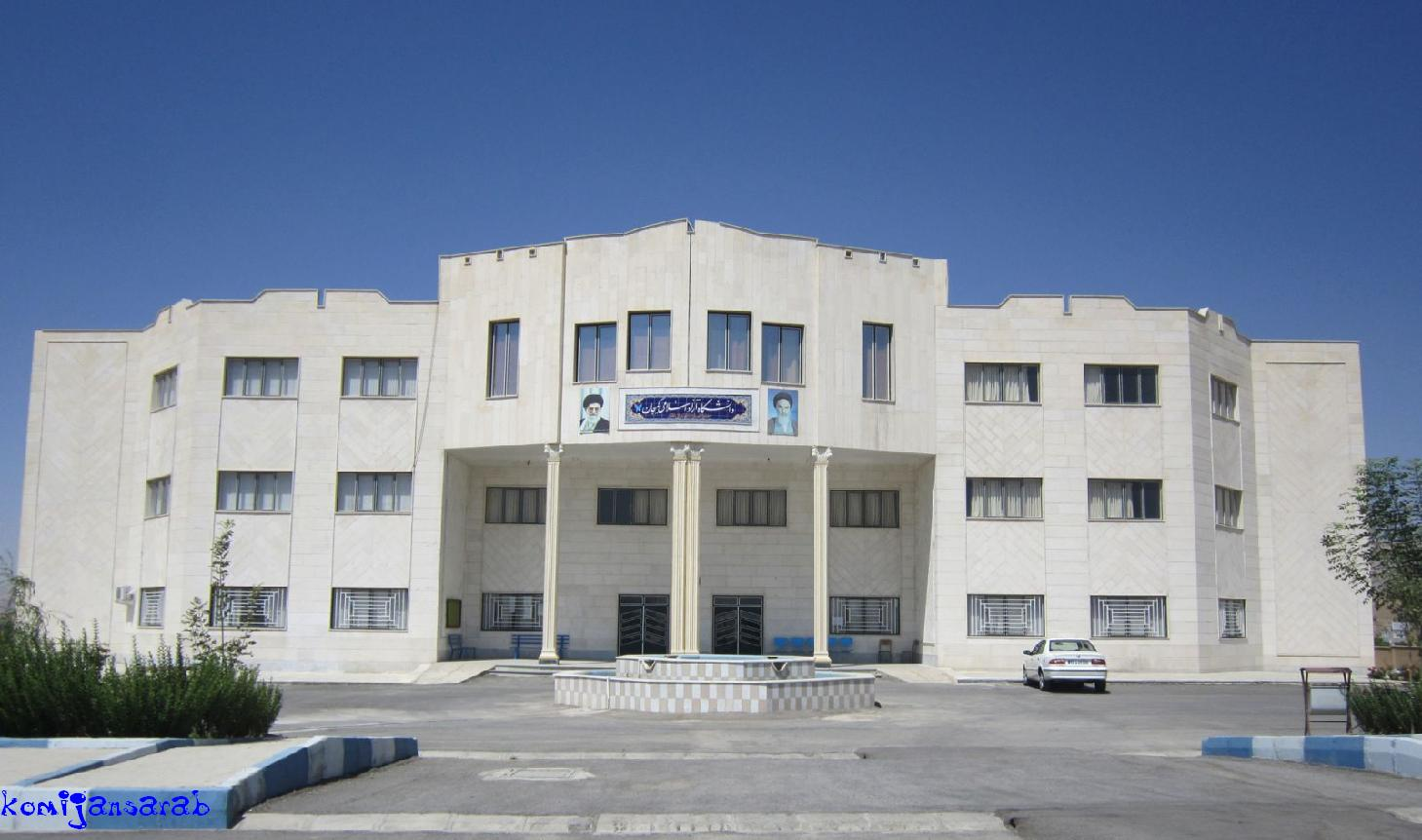
Кафедра університету Азад

Три університети розташовані в Коміджані, а саме Коміджанське відділення Коміджанського університету, Ісламський університет Азад Коміджана та Коміджанське відділення Університету Паяме Нур. Місто Коміджан розташоване в повіті Коміджан.